# The Best of Earth, Wind & Fire, Vol. 1
The Best of Earth, Wind & Fire, Vol. 1 raccolta di successi degli Earth, Wind & Fire che contiene tra l'altro September e la cover di Got to Get You Into My Life dei Beatles

## Tracce
1. Got to Get You into My Life – 4:03
2. Fantasy – 3:49
3. Can't Hide Love – 4:10
4. Love Music – 3:55
5. Getaway – 3:48
6. That's the Way of the World – 5:46
7. September – 3:37
8. Shining Star – 2:50
9. Reasons – 5:00
10. Singasong – 3:24